# Baseball aux Jeux du Pacifique
Le tournoi de baseball des Jeux du Pacifique sud est un tournoi international de baseball mettant aux prises les meilleures formations d'Océanie.
Le premier tournoi se dispute en 2003 aux Fidji. Il est remporté par le Guam. En 2005, le Guam s'impose à nouveau puis Palaos et les Iles Mariannes du Nord se succèdent au palmarès.

## Palmarès
| Année        | Lieu               |                        | Or                 | Argent            | Bronze |
| ------------ | ------------------ | ---------------------- | ------------------ | ----------------- | ------ |
| 2003 Détails | Fidji              | Guam                   | Samoa américaines  | Palaos            |        |
| 2005 Détails | Palaos             | Guam                   | Palaos             | Micronésie        |        |
| 2007 Détails | Samoa              | Palaos                 | Nouvelle-Calédonie | Samoa américaines |        |
| 2011 Détails | Nouvelle-Calédonie | Îles Mariannes du Nord | Guam               | Palaos            |        |

## Tableau des médailles
| Rang | Pays                   | Or | Argent | Bronze | Total |
| ---- | ---------------------- | -- | ------ | ------ | ----- |
| 1    | Guam                   | 2  | 1      | 0      | 3     |
| 2    | Palaos                 | 1  | 1      | 2      | 4     |
| 3    | Îles Mariannes du Nord | 1  | 0      | 0      | 1     |
| 4    | Samoa américaines      | 0  | 1      | 1      | 2     |
| 5    | Nouvelle-Calédonie     | 0  | 1      | 0      | 1     |
| 6    | Micronésie             | 0  | 0      | 1      | 1     |